# Nerf digital dorsal de la main
 Les nerfs digitaux dorsaux de la main (ou nerfs collatéraux dorsaux de la main) sont des nerfs sensitifs des doigts. Il y en a deux par doigt un latéral et un médial.

## Origine
Les nerfs digitaux dorsaux de la main sont issus 
- soit du rameau superficiel du nerf radial : les nerfs digitaux dorsaux du nerf radial,
- soit du rameau dorsal du nerf ulnaire : les nerfs digitaux dorsaux du nerf ulnaire.

## Trajet
Les nerfs digitaux dorsaux de la main sont satellites des artères digitales dorsales de la main.